# Болдвін (округ Нассау, Нью-Йорк)
Болдвін (англ. Baldwin) — переписна місцевість (CDP) в США, в окрузі Нассау штату Нью-Йорк. Населення — 24 033 особи (2010).

## Географія
Болдвін розташований за координатами 40°39′48″ пн. ш. 73°36′39″ зх. д. / 40.66333° пн. ш. 73.61083° зх. д. (40.663379, -73.610770).  За даними Бюро перепису населення США в 2010 році переписна місцевість мала площу 7,74 км², з яких 7,67 км² — суходіл та 0,06 км² — водойми.

## Демографія
Згідно з переписом 2010 року, у переписній місцевості мешкали 24 033 особи в 7760 домогосподарствах у складі 6027 родин. Густота населення становила 3106 осіб/км².  Було 8001 помешкання (1034/км²).
Расовий склад населення:
| - 48,8 % — білих - 34,6 % — чорних або афроамериканців - 4,2 % — азіатів - 0,4 % — корінних американців - 8,2 % — осіб інших рас |

До двох чи більше рас належало 3,9 %. Частка іспаномовних становила 20,2 % від усіх жителів.
За віковим діапазоном населення розподілялося таким чином: 24,6 % — особи молодші 18 років, 62,7 % — особи у віці 18—64 років, 12,7 % — особи у віці 65 років та старші. Медіана віку мешканця становила 39,5 року. На 100 осіб жіночої статі у переписній місцевості припадало 90,7 чоловіків;  на 100 жінок у віці від 18 років та старших — 86,3 чоловіків також старших 18 років.
Середній дохід на одне домашнє господарство  становив 104 086 доларів США (медіана — 91 462), а середній дохід на одну сім'ю — 111 270 доларів (медіана — 97 248). Медіана доходів становила 60 828 доларів для чоловіків та 53 411 долар для жінок. За межею бідності перебувало 9,7 % осіб, у тому числі 12,1 % дітей у віці до 18 років та 6,7 % осіб у віці 65 років та старших.
Цивільне працевлаштоване населення становило 12 267 осіб. Основні галузі зайнятості: освіта, охорона здоров'я та соціальна допомога — 30,2 %, роздрібна торгівля — 12,1 %, науковці, спеціалісти, менеджери — 11,3 %.